# Persone di nome Martín
| Questa pagina contiene informazioni ricavate automaticamente dalle voci biografiche con l'ausilio del template Bio e di un bot. L'aggiornamento è periodico e automatico e ricostruisce completamente la pagina. Se manca una persona in questa lista, sei pregato di non aggiungerla, ma accertati piuttosto che la sua voce biografica contenga il template Bio e che i dati anagrafici siano correttamente compilati. Se il template Bio manca, inseriscilo tu stesso o, in alternativa, metti l'avviso {{tmp\|Bio}} che ne segnala la mancanza. Se i dati riportati sono sbagliati, correggi direttamente la voce biografica; le modifiche saranno visibili in questa lista entro pochi giorni. Per chiarimenti vedi il progetto antroponimi. La lista contiene solo le 171 persone che sono citate nell'enciclopedia e per le quali è stato implementato correttamente il template Bio. Pagina aggiornata al 22 giu 2025. |

Questa è una lista di persone presenti nell'enciclopedia che hanno il nome Martín, suddivise per attività principale.

## Allenatori di calcio(9)
- Martín Anselmi, allenatore di calcio argentino (Rosario, n. 1985)
- Martín Astudillo, allenatore di calcio e ex calciatore argentino (Mendoza, n. 1977)
- Martín Cardetti, allenatore di calcio e ex calciatore argentino (Rio Cuarto, n. 1975)
- Martín Demichelis, allenatore di calcio e ex calciatore argentino (Justiniano Posse, n. 1980)
- Martín Lasarte, allenatore di calcio e ex calciatore uruguaiano (Montevideo, n. 1961)
- Martín Ligüera, allenatore di calcio e ex calciatore uruguaiano (Montevideo, n. 1980)
- Martín Marculeta, allenatore di calcio e calciatore spagnolo (San Sebastián, n. 1907 - San Sebastián, † 1984)
- Martín Marrero, allenatore di calcio e ex calciatore spagnolo (Santa Cruz de Tenerife, n. 1945)
- Martín Palermo, allenatore di calcio e ex calciatore argentino (La Plata, n. 1973)

## Allenatori di tennis(1)
- Martín Rodríguez, allenatore di tennis e ex tennista argentino (Córdoba, n. 1969)

## Ammiragli(1)
- Martín de Bertendona, ammiraglio spagnolo (Bilbao, n. 1530 - Sanlúcar de Barrameda, † 1604)

## Arbitri di calcio(1)
- Martín Emilio Vázquez, arbitro di calcio uruguaiano (Montevideo, n. 1969)

## Archeologi(1)
- Martín Almagro Basch, archeologo e storico spagnolo (Tramacastilla, n. 1911 - Madrid, † 1984)

## Arcivescovi cattolici(3)
- Martín Ibáñez y Villanueva, arcivescovo cattolico spagnolo (Cuenca, n. 1620 - Reggio Calabria, † 1695)
- Martín Pérez de Ayala, arcivescovo cattolico spagnolo (Segura de la Sierra, n. 1503 - Valencia, † 1566)
- Martín de León Cárdenas, arcivescovo cattolico spagnolo (Archidona, n. 1584 - Palermo, † 1655)

## Attori(3)
- Martín Barba, attore, modello e imprenditore messicano (Oaxaca de Juárez, n. 1989)
- Martín Ricca, attore e cantante pop argentino (Río Cuarto, n. 1985)
- Martin Seefeld, attore argentino (Olivos, n. 1960)

## Avvocati(1)
- Martín Almada, avvocato e attivista paraguaiano (Puerto Sastre, n. 1937 - Asunción, † 2024)

## Cestisti(8)
- Martín Acosta y Lara, cestista uruguaiano (Montevideo, n. 1925 - Mendoza, † 2005)
- Martín Anza, ex cestista portoricano (n. 1941)
- Martín Cuello, cestista argentino (Ramos Mejía, n. 1993)
- Martín Ferrer, ex cestista spagnolo (Palma di Maiorca, n. 1973)
- Martín Jiménez, cestista portoricano (Ponce, n. 1934 - † 1996)
- Martín Leiva, cestista argentino (Buenos Aires, n. 1980)
- Martín Osimani, cestista uruguaiano (Montevideo, n. 1981)
- Martín Urra, cestista filippino (n. 1931 - Pasay, † 2002)

## Ciclisti su strada(1)
- Martín Emilio Rodríguez, ex ciclista su strada e pistard colombiano (Medellín, n. 1942)

## Cosmografi(1)
- Martín Cortés de Albacar, cosmografo spagnolo (Bujaraloz, n. 1510 - Cadice, † 1582)

## Economisti(1)
- Martín de Azpilcueta, economista, filosofo e teologo spagnolo (Barásoain, n. 1492 - Roma, † 1586)

## Esploratori(2)
- Martín de Goiti, esploratore spagnolo († 1574)
- Martín de Ursúa, esploratore spagnolo

## Fotografi(1)
- Martín Chambi, fotografo peruviano (Puno, n. 1891 - Cusco, † 1973)

## Generali(5)
- Martín Antonio Álvarez de Sotomayor y Soto-Flores, generale spagnolo (n. 1723 - † 1819)
- Martín de Mayorga, generale spagnolo (Barcellona, n. 1721 - Cadice, † 1783)
- Martín García Óñez de Loyola, generale spagnolo (Azpeitia - Curalava, † 1598)
- Martín Perfecto de Cos, generale messicano (Veracruz, n. 1800 - Laredo, † 1854)
- Martín Ruiz de Gamboa, generale e esploratore spagnolo (Durango, n. 1533 - Santiago del Cile, † 1590)

## Giocatori di baseball(2)
- Martín Dihigo, giocatore di baseball cubano (Matanzas, n. 1906 - Cienfuegos, † 1971)
- Martín Maldonado, giocatore di baseball portoricano (Naguabo, n. 1986)

## Giocatori di beach volley(1)
- Martín Conde, ex giocatore di beach volley argentino (Mar del Plata, n. 1971)

## Giocatori di calcio a 5(4)
- Martín Enríquez, ex giocatore di calcio a 5 argentino (Buenos Aires, n. 1978)
- Martín Hernández, ex giocatore di calcio a 5 uruguaiano (Montevideo, n. 1977)
- Martín Pérez, ex giocatore di calcio a 5 uruguaiano (n. 1978)
- Martín Sanchez Olsen, giocatore di calcio a 5 e calciatore norvegese (n. 1991)

## Giocatori di football americano(1)
- Martín Gramática, ex giocatore di football americano argentino (Buenos Aires, n. 1975)

## Giornalisti(1)
- Martín Caparrós, giornalista e scrittore argentino (Buenos Aires, n. 1957)

## Hockeisti su pista(1)
- Martín Rodríguez, hockeista su pista spagnolo (La Coruña, n. 1994)

## Imprenditori(1)
- Martín Varsavsky, imprenditore argentino (Buenos Aires, n. 1960)

## Linguisti(1)
- Martín de Riquer, linguista, filologo e nobile spagnolo (Barcellona, n. 1914 - Barcellona, † 2013)

## Maratoneti(1)
- Martín Fiz, ex maratoneta e mezzofondista spagnolo (Vitoria, n. 1963)

## Militari(3)
- Martín Cortés Zúñiga, militare messicano (Cuernavaca, n. 1533 - Madrid, † 1589)
- Martín Álvarez Galán, militare spagnolo (Montemolín, n. 1766 - Brest, † 1801)
- Martín Miguel de Güemes, militare argentino (Salta, n. 1785 - Cañada de la Horqueta, † 1821)

## Musicisti(1)
- Martín Valverde, musicista, cantante e compositore costaricano (San José, n. 1963)

## Navigatori(2)
- Martinho d'Aiamonte, navigatore portoghese
- Martín Alonso Pinzón, navigatore e esploratore spagnolo (Palos de la Frontera, n. 1441 - Palos de la Frontera, † 1493)

## Pallavolisti(2)
- Martín Kindgard, pallavolista argentino (Jujuy, n. 1986)
- Martín Ramos, pallavolista argentino (Buenos Aires, n. 1991)

## Pianisti(1)
- Martín García García, pianista spagnolo (Gijón, n. 1996)

## Piloti motociclistici(1)
- Martín Cárdenas, pilota motociclistico colombiano (Medellín, n. 1982)

## Pittori(4)
- Martín Bernat, pittore spagnolo
- Martín Rico, pittore spagnolo (El Escorial, n. 1833 - Venezia, † 1908)
- Martín de Soria, pittore spagnolo
- Martín Boneo, pittore argentino (Buenos Aires, n. 1829 - Buenos Aires, † 1915)

## Politici(10)
- Martín de Alarcón, politico spagnolo
- Martín Carrera, politico e generale messicano (Puebla de Zaragoza, n. 1806 - Città del Messico, † 1871)
- Martín Echegoyen, politico uruguaiano (Montevideo, n. 1891 - Montevideo, † 1974)
- Martín Guzmán, politico e economista argentino (La Plata, n. 1982)
- Martín Llaryora, politico argentino (San Francisco, n. 1972)
- Martín Orozco Sandoval, politico messicano (Santa María de los Ángeles, n. 1967)
- Martín Rodríguez, politico argentino (Buenos Aires, n. 1771 - Montevideo, † 1845)
- Martín Torrijos, politico e economista panamense (Chitré, n. 1963)
- Martín Vizcarra, politico peruviano (Lima, n. 1963)
- Martín de Alzaga, politico spagnolo (Aramaio, n. 1775 - Buenos Aires, † 1812)

## Presbiteri(2)
- Martin Gusinde, presbitero e etnologo austriaco (Breslavia, n. 1886 - Mödling, † 1969)
- Martín Martínez Pascual, presbitero spagnolo (Valdealgorfa, n. 1910 - Valdealgorfa, † 1936)

## Registi(3)
- Martín Rejtman, regista e sceneggiatore argentino (Buenos Aires, n. 1961)
- Martín Saban, regista cinematografico argentino (Buenos Aires, n. 1972)
- Martín Sastre, regista e artista uruguaiano (Montevideo, n. 1976)

## Religiosi(3)
- Martín González, religioso e scrittore spagnolo (n. 1515 - † 1580)
- Martín de Murúa, religioso e storico spagnolo (Gipuzkoa - Spagna)
- Martín Sarmiento, religioso e saggista spagnolo (Villafranca del Bierzo, n. 1695 - Madrid, † 1772)

## Rugbisti a 15(6)
- Martín Castrogiovanni, ex rugbista a 15 e conduttore televisivo italiano (Paraná, n. 1981)
- Martín Durand, rugbista a 15 argentino (Buenos Aires, n. 1976)
- Martín Gaitán, ex rugbista a 15 e allenatore di rugby a 15 argentino (Paraná, n. 1978)
- Martín Landajo, rugbista a 15 argentino (Buenos Aires, n. 1988)
- Martín Scelzo, ex rugbista a 15 argentino (Buenos Aires, n. 1976)
- Martín Schusterman, ex rugbista a 15 argentino (San Juan, n. 1975)

## Scrittori(3)
- Martín del Barco Centenera, scrittore, esploratore e religioso spagnolo (Logrosán, n. 1535 - Lisbona)
- Martín Luis Guzmán, scrittore, giornalista e diplomatico messicano (Chihuahua, n. 1887 - Città del Messico, † 1976)
- Martín Kohan, scrittore argentino (Buenos Aires, n. 1967)

## Tennisti(3)
- Martín Alund, ex tennista argentino (Mendoza, n. 1985)
- Martín García, ex tennista argentino (Buenos Aires, n. 1977)
- Martín Vassallo Argüello, ex tennista argentino (Temperley, n. 1980)

## Teologi(1)
- Martin de Esparza Artieda, teologo e gesuita spagnolo (Ezcároz, n. 1606 - Roma, † 1689)

## Trovatori(1)
- Martín Codax, trovatore e giullare spagnolo

## Vescovi(1)
- Martín de Zalba, vescovo e cardinale spagnolo (Pamplona - Salon-de-Provence, † 1403)

## Senza attività specificata(1)
- Martín Enríquez de Almansa (Lima, † 1583)